# Шуміловка
Шумі́ловка (рос. Шумиловка, ерз. Шумиловка) — селище у складі Темниковського району Мордовії, Росія. Входить до складу Бабеєвського сільського поселення.
Населення — 7 осіб (2010; 6 2002).
Національний склад (станом на 2002 рік):
- мордва — 100 %